# Ешленд (Кентуккі)
Ешленд (англ. Ashland) — місто (англ. city) в США, в окрузі Бойд штату Кентуккі. Населення — 21 625 осіб (2020).

## Географія
Ешленд розташований за координатами 38°27′34″ пн. ш. 82°38′42″ зх. д. / 38.45944° пн. ш. 82.64500° зх. д. (38.459492, -82.645081).  За даними Бюро перепису населення США в 2010 році місто мало площу 27,90 км², з яких 27,81 км² — суходіл та 0,08 км² — водойми.

### Клімат
| Клімат : Ешленд               | Клімат : Ешленд | Клімат : Ешленд | Клімат : Ешленд | Клімат : Ешленд | Клімат : Ешленд | Клімат : Ешленд | Клімат : Ешленд | Клімат : Ешленд | Клімат : Ешленд | Клімат : Ешленд | Клімат : Ешленд | Клімат : Ешленд | Клімат : Ешленд |
| Показник                      | Січ.            | Лют.            | Бер.            | Квіт.           | Трав.           | Черв.           | Лип.            | Серп.           | Вер.            | Жовт.           | Лист.           | Груд.           | Рік             |
| Абсолютний максимум, °C       | 26,7            | 26,7            | 31,1            | 33,3            | 35,6            | 38,9            | 40,6            | 40,6            | 38,3            | 33,9            | 29,4            | 27,8            | 40,6            |
| Середній максимум, °C         | 5,6             | 8,3             | 13,9            | 20,0            | 25,0            | 28,9            | 31,1            | 30,6            | 26,7            | 20,6            | 13,9            | 7,8             | 19,4            |
| Середній мінімум, °C          | −7,2            | −6,1            | −1,7            | 2,8             | 7,8             | 13,3            | 16,1            | 15,0            | 11,1            | 4,4             | −0,6            | −5              | 4,4             |
| Абсолютний мінімум, °C        | −31,7           | −30,6           | −22,2           | −8,9            | −5,6            | −1,1            | 1,1             | 0,6             | −2,8            | −8,9            | −16,7           | −27,8           | −31,7           |
| Норма опадів, мм              | 82              | 78              | 96              | 85              | 114             | 102             | 119             | 95              | 72              | 71              | 86              | 91              | 1090            |
| ----------------------------- | --------------- | --------------- | --------------- | --------------- | --------------- | --------------- | --------------- | --------------- | --------------- | --------------- | --------------- | --------------- | --------------- |
| Джерело: The Weather Channel. |                 |                 |                 |                 |                 |                 |                 |                 |                 |                 |                 |                 |                 |

## Демографія
Згідно з переписом 2010 року, у місті мешкали 21 684 особи в 9486 домогосподарствах у складі 5807 родин. Густота населення становила 777 осіб/км².  Було 10584 помешкання (379/км²).
Расовий склад населення:
| - 93,9 % — білих - 2,8 % — чорних або афроамериканців - 0,6 % — азіатів - 0,3 % — корінних американців |

До двох чи більше рас належало 1,9 %. Частка іспаномовних становила 1,5 % від усіх жителів.
За віковим діапазоном населення розподілялося таким чином: 22,1 % — особи молодші 18 років, 60,1 % — особи у віці 18—64 років, 17,8 % — особи у віці 65 років та старші. Медіана віку мешканця становила 41,2 року. На 100 осіб жіночої статі у місті припадало 87,6 чоловіків;  на 100 жінок у віці від 18 років та старших — 83,1 чоловіків також старших 18 років.
Середній дохід на одне домашнє господарство  становив 57 136 доларів США (медіана — 39 208), а середній дохід на одну сім'ю — 71 518 доларів (медіана — 55 731). Медіана доходів становила 51 936 доларів для чоловіків та 35 192 долари для жінок. За межею бідності перебувало 25,3 % осіб, у тому числі 40,6 % дітей у віці до 18 років та 9,3 % осіб у віці 65 років та старших.
Цивільне працевлаштоване населення становило 8287 осіб. Основні галузі зайнятості: освіта, охорона здоров'я та соціальна допомога — 32,3 %, роздрібна торгівля — 12,9 %, мистецтво, розваги та відпочинок — 12,2 %.

## Персоналії
- Альберта Вон (1904-1992) — американська кіноактриса.